# Kafraya
Kafraya, ou Kefraya (arabe : كفريا) est un village du nord de la Syrie, dépendant administrativement du gouvernorat d'Idleb, au nord-ouest d'Idleb et proche des localités de Maarrat Misrin au nord, Zardana au nord-est, Taftanaz à l'est et Foua et Binnish au sud. Sa population comptait selon le recensement de 2004 un nombre de 4 404 habitants Comme la ville de Foua à proximité, ses habitants sont en majorité chiites, alors que les autres localités proches sont majoritairement sunnites.

## Guerre civile syrienne
Dès le début de la guerre civile syrienne le village est assiégé en 2012 par les forces djihadistes rebelles. Le 11 janvier 2016, pour la première fois le Croissant rouge  et le World Food Programme parachutent de la nourriture et des médicaments au-dessus de la ville ainsi qu'à Foua.